# Pedro F. Quintanilla Coffin
Pedro F. Quintanilla Coffin (Monterrey, Nuevo León, 4 de octubre de 1914-ibíd., 10 de noviembre de 1992) fue un abogado y político mexicano.

## Inicios
Nació en Monterrey, Nuevo León, el 4 de octubre de 1914. Estudió la preparatoria en el Colegio Civil y obtuvo el título de abogado por la Universidad Nacional Autónoma de México. el 25 de septiembre de 1940. Sus padres fueron Galdino P. Quintanilla (1882-1943) y Consuelo Coffin (1889-1956). Su abuelo, Pedro P. Quintanilla (1837-1906), fue uno de los primeros industriales de Monterrey, habiendo tenido fábricas de almidón, cerillos y seda. Había iniciado su carrera en la Escuela de Jurisprudencia de Nuevo León, de la cual, ya como facultad, fue catedrático de Derecho Internacional. Fue también profesor de Lógica en la Preparatoria Nocturna de la Universidad de Nuevo León. Se casó el 17 de julio de 1943 con María Josefina Gómez Noriega y Villalobos, hija de Miguel Gómez Noriega (gobernador interino del estado de Hidalgo y del Distrito Federal) y de María Luisa Villalobos, con quien tuvo cinco hijos.

## Carrera política
Ha ocupado diversos cargos en la administración pública, tales como:
- Jefe del Departamento Jurídico del Estado (1949).
- Secretario del Cuerpo Consultivo de Administración, del Ejecutivo del Estado (1949-1955).
- Asesor de la Junta de Obras de Canalización del Río Santa Catarina, en los mismos años.
- Diputado al Congreso del Estado (1961-1963).
- Secretario del R. Ayuntamiento de Monterrey (1964-1966).
- Diputado federal por el 1.er. Distrito de Nuevo León, a la XLVII Legislatura del Congreso de la Unión (1967-1969).
- Presidente del Comité Municipal del PRI en Monterrey (1968).
- Secretario de Acción Ideológica de la CNOP (1967).
- Procurador general de Justicia de Nuevo León (1 de agosto al 2 de octubre de 1979).

## Alcalde de Monterrey
Dejó el cargo de procurador general para realizar su campaña como candidato a la Presidencia Municipal de Monterrey (1980 - 1982). Tomó posesión del cargo el 31 de diciembre de 1979. Durante su administración fue construido el paso a desnivel Gonzalitos, y erigidas las estatuas de Diego de Montemayor y de Luis Carvajal y de la Cueva, e inauguró la campaña de Alfabetización que la SEP federal iniciara en Nuevo León.
Fue miembro del Colegio de Abogados de Nuevo León y de la Sociedad Nuevoleonesa de Historia, Geografía y Estadística; y colaborador del Diario de Monterrey, desde su fundación.
Pedro F. Quintanilla Coffin falleció en Monterrey, Nuevo León, el 10 de noviembre de 1992.

## Obras escritas
El licenciado Quintanilla Coffin fue autor de:
- Dos voces nacionales (1982)
- Aprendiz de periodista (1984)
- Desde la barrera (1985)
- Mi ciudad, su mística, su alcalde. Una pequeña historia (1987)